# الصرم (النادرة)

تعديل مصدري - تعديل

الصرم هي إحدى قرى عزلة الفجرة بمديرية النادرة التابعة لمحافظة إب، بلغ تعداد سكانها 541 نسمة حسب تعداد اليمن لعام 2004.